# Славяново (област Търговище)
Вижте пояснителната страница за други значения на Славяново.
Славя̀ново е село в Североизточна България. То се намира в община Попово, област Търговище.

## География
Селото е разположено в равнинна местност със слаб наклон от запад към изток. Пресечено е от четири рекички, три от които водят началото си от селото. Намира се на 11 км югозападно от Попово, на 200 – 300 м надморска височина. Непосредствено до него минава ж. п. линия София – Варна, на която то е и гара. През него минава шосето за град Антоново. Граничи със землищата на селата Медовина, квартал Сеячи, Баба Тонка и Посабина.
Състои се от следните малки махали: Средната (Векилската) махала, Крайната махала, Болнишката махала, Брадишката махала, Владовската махала, Кадъкьовската (Черковната) махала, Камбурската махала, Михалевската (Хайдушката) махала, Мутафската махала, Ноевската махала, Папурската махала, Сръбската махала, Стойновската махала, Тихолската махала и Чуката, Радневската махала, Жевизлика.

## История
За пръв път селото се среща в османо-турски документи от 1524 и 1541 г. под името Кара агач, като част от нахия Чернови (Червен). В документ от 1573 г. се среща под леко изменена форма – Кара агадж – кара агач кьой. До това село се е намирало и друго малко селце, което впоследствие изчезва.
Според старо предание първата къща, която се построила на днешното място на селото, е била под един бряст (караач, karaağaç). Обаче при раждането на цар Борис, по желание и с решение на общинския съвет, селото било преименувано през 1894 г. на името на новия владетел - Борисово, а през 1947 г. получило днешното си име – Славяново.
Преди Освобождението селото било чисто турско, имало около 220-250 къщи. Към 1857 г. идват две татарски семейства. Заселват се и черкези, но не се задържат дълго по простата причина, че нямало българско население за да го грабят. Турските жители са били повечето заможни и интелигентни, живели тих и мирен живот. Българи са идвали само като чираци, занаятчии, но никога не се заселвали за постоянно.
Турските жители най-много се занимавали тогава със скотовъдство, с отглеждането на кози и със земеделие. През 1877 г. селото било с 211 къщи и 1055 жители. Имало училище и джамия, която изгоряла по време на войната през 1877 г. В по-късно време мюсюлманите издигнали малка стаичка на същото място до развалините, която им служела за молитвен дом.
При настъпването на руските войски през лятото на 1877 г., населението избягало към село Шериметлер (дн. Берковски), където стояло около един месец, а после отишло към шуменските села. След падането на Плевен веднага се завърнало, но започнало и да се изселва към Турция. В околностите на селото не са станали сражения. В околността били установени бойни сили под командването на Селих паша. След края на войната са изпращани войски за преследване на турски хайдути и разбойници, които се укривали в гористата местност край селото.
Първите български заселници дошли през 1882 г. от село Водица и Тревненския Балкан, от колибите Райнушковци - Белишка община, а през 1883 г. дошли наведнъж жителите на 70 къщи от Тревненско (Ноевци, Радневци, Стойковци), от Еленско (Беброво, Мерданя) и от днешния град Стражица и др. От село Водица първият български поселник е дядо Йордан Тодоров. През 1898 г. в селото имало 118 български и 24 турски къщи. За първи път българско училище се открило в 1885 г. с учител Ангел Гавраилов. Занятията си водил по новата звукова метода. Училището се е помещавало в турски обор. През 1887 г. е направено малко училище с две стаи. Църквата „Свети Иван Рилски“ е започната през 1888 г., ремонтирана и преустройвана е осветена през 1921 г., а камбанарията ѝ е построена през 1934 г. Отначало за службата идвал свещеник от село Балджи Омур /дн. Медовина/.
Името на селото се споменава в криминална хроника от 16 март 1923 г.
На горния край към жп линията се издига величествената сграда на училището, в което има добре уреден театрален салон. През есента на 1928 г. е било открито и земеделско училище, което днес не съществува. Запазена е неговата двуетажна сграда, построена през 1925 г. и имаща и до днес висока архитектурна стойност – т. нар. „Климатично училище“. В миналото селото имало две моторни мелници, две малки маслени фабрики /за производство на слънчогледово масло/. Главният поминък е земеделието и животновъдството, a жителите на селото се славели в близкото минало и като добри майстори-дюлгери. През 1950-те години, Климатичното училище се мести в гр. Шумен в местността "Висока поляна" над квартал Витоша заради построената нова сграда.
Старите селски родове-преселници са били: Болнишките, Брадите, Векилите, Владовците, Геновци, Кадъкьовските, Камбурите, Косерите, Мазници, Мерданчени, Миньовци, Михальовските, Мутафите, Нойовци, Папурите, Първовските, Радньовците (Радневски), Сапункови, Даракчиите, Стойновци, Сърбите, Тихоловци, Чолаци, а старите турски родове са: Аджиосманларите, Делиаметохлар, Демирските, Идиризовите, Кушчови, Кьосовите, Рашидовите и др.

## Религии
- Християнство (източноправославно);
- Мюсюлманство

## Обществени институции
- Кметство;
- Основно училище „Васил Левски“;
- Народно читалище „Люба Велич“, основано първоначално през 1905 г. като читалище „Напредък“;
- Църква „Свети Иван Рилски“;
- Джамия;
- Целодневна детска градина

## Културни и природни забележителности
- Сградата на „Климатичното училище“, построена през 1925 г.;
- Местността Баалък тепе – в тази местност са станали частични сражения през Освободителната война. В миналото в местността Баалък тепе е бил намерен стар римски кюп с големи размери.
- Местността Клиседжика – характерна за селището с това, че се намират зидове от стара църква, чиито развалини са личали до 30-те години на 20 век, дълги около 8 м и широки 4 м. Стените са били правени само от камък и хоросан. Днес мястото се казва Черквище. Според старо предание селото се намирало най-напред в тази местност, но било изместено поради появилата се чума. Там са намирани и златни монети и т. нар. „костадинки“.
- Местността Юртлука – старо дворно място, където е било заселено селото след чумната епидемия, а после към края на 17 век се преместило при Караач /черния бряст/. Пак според старо предание в тази местност имало богат турски чифлик на някакъв бей. В тази местност са намирани австрийски и германски талери от 16-17 век;

## Редовни събития
- Събор на селото - първата неделя на месец ноември.

## Личности
- Люба Велич (1913 - 1996) – оперна певица, прима на Виенската опера;
- Ганчо Кръстев (1973 - 1978) – министър на земеделието и хранителната промишленост